# Alexandre Lioubimov
Pour les articles homonymes, voir Lubimov.
Alexandre Mikhaïlovitch Lioubimov (en russe : Александр Михайлович Любимов), né en 1879 à Paltsevo dans le gouvernement de Koursk, et mort en 1955 à Leningrad, est un peintre russe.

## Biographie
Alexandre Lioubimov naît en 1879 à Paltsevo dans le gouvernement de Koursk. Il est étudiant à l'Académie des Beaux-Arts de Saint-Pétersbourg et travaille sous la direction de Ilia Répine. Avec un style clair et direct, il peint des scènes heureuses de la vie quotidienne en Russie soviétique. Il est nommé Artiste du Peuple et devient membre de l'Union des Artistes de l'URSS.
Il meurt en 1955 à Leningrad.